# Campylomormyrus phantasticus
Campylomormyrus phantasticus ist ein afrikanischer Süßwasserfisch aus der Familie der Nilhechte (Mormyridae), der im kamerunischen Fluss Sanaga endemisch vorkommt.

## Merkmale
Campylomormyrus phantasticus erreicht eine Länge von 45 cm und hat einen mäßig hohen Körper. Die Art ist dunkelbraun gefärbt, manchmal erstreckt sich ein dunkles, rautenförmiges Band zwischen den ersten Strahlen von Rücken- und Afterflosse. Helle Streifen, wie bei Campylomormyrus tamandua, fehlen.
Die Schnauze ist röhrenförmig verlängert und nach unten gebogen. Die Schnauzenlänge liegt bei 19 bis 31 % der „Post-orbital“-Standardlänge (Abstand zwischen Auge und Schwanzflossenbasis) oder beim 1,3 bis 2,5-fachen der „Post-orbital length of the head“ (Abstand zwischen Auge und Hinterrand des Kiemendeckels). Besonders ausgezogen ist die Schnauze bei Individuen, die länger als 30 sind. Das an der Spitze sitzende kleine Maul ist mit konischen Zähnen besetzt, drei finden sich im Oberkiefer und vier im Unterkiefer. Am Unterkiefer befindet sich eine kurze Bartel. Die Länge der Bartel liegt beim 0,8 bis 1,77-fachen des Augendurchmessers. Die Nasenöffnungen stehen nah beieinander, näher zu den Augen als zum Schnauzenende. Die Augen sind klein.
Die Länge der Rückenflosse liegt bei 27 bis 29 % der „Post-orbital“-Standardlänge, die der leicht längeren Afterflosse bei 30 bis 33 % der „Post-orbital“-Standardlänge. Der Schwanzstiel hat eine Länge von 16,5 bis 22,6 % der „Post-orbital“-Standardlänge. Die gegabelte Schwanzflosse ist beschuppt.
Wie alle Nilhechte ist Campylomormyrus phantasticus zur Elektrokommunikation und Elektroorientierung fähig.
- Flossenformel: Dorsale 28–32, Anale 31–34.
- Schuppenformel: SL 76–82, 21–22 Schuppenreihen zwischen Seitenlinie und Rückenflosse, 18 zwischen Seitenlinie und Bauchflossen und 12 rund um den Schwanzstiel.